# Sandøy

Wappen der Kommune Sandøy

Sandøy war eine aus mehreren Inseln bestehende Kommune im norwegischen Fylke Møre og Romsdal. Das Verwaltungszentrum der Kommune war Steinshamn auf der größten Insel Harøy. Im Zuge der Kommunalreform in Norwegen wurden Sandøy, Haram, Skodje und Ørskog zum 1. Januar 2020 mit Ålesund, der größten Stadt von Møre og Romsdal, zusammengelegt.

## Geographie
Die kleinste Kommune des Fylke mit bis 156 Metern hohen Felsen lag etwa in der Mitte von Møre og Romsdal, westlich von Midsund und Molde direkt am Atlantik. Sandøy dehnte sich von Nord bis Süd über den dazugehörenden Harøyfjorden um 20,7 und von Ost nach West um 25,1 Kilometer aus. Da die Kommune aus den Inseln Ona, Harøy, Havær, Husøy, Lyngvær, Sandøy und einigen kleineren Inseln bestand, hatte sie lediglich eine Landfläche von 19 Quadratkilometern, auf der 1238 Einwohner (Stand: 1. Januar 2019) lebten. Die Kommunennummer war 1546.
Die Inseln sind untereinander teilweise mit Brücken, die bekannteste führt von der Insel Harøya nach Finnøya, sowie durch Fährschiffe verbunden.
Die Nachbarkommunen von Sandøy waren Aukra, Haram und Midsund.